# Clapham, Bedfordshire
Clapham är en ort och civil parish i Storbritannien.   Den ligger i kommunen Borough of Bedford i  riksdelen England, i den sydöstra delen av landet, 80 km norr om huvudstaden London. Clapham ligger 33 meter över havet och antalet invånare är 3 724.
Terrängen runt Clapham är huvudsakligen platt. Clapham ligger nere i en dal. Runt Clapham är det tätbefolkat, med 319 invånare per kvadratkilometer. Närmaste större samhälle är Bedford, 3,5 km sydost om Clapham. Trakten runt Clapham består till största delen av jordbruksmark.